# 綠豆煎
餅𩜼餅（韓語：빈대떡）、朝鮮綠豆餅（녹두부침개）、綠豆煎（녹두전）或綠豆煎餅（녹두전병）是一種朝鮮餅食，主要材料有綠豆粉、泡菜和蔥。
此菜色最初出現於1670年的《飮食知味方》一書中。原來是用以盛載肉食。富人吃肉，而窮人則以煎餅為食，所以有「貧乏餅」之稱。